# Andy Keir
Andy Keir (...) è un montatore statunitense, che lavora prevalentemente in campo cinematografico e televisivo.
Ha curato il montaggio per film come Beloved, Marie e Bruce - Finché divorzio non vi separi, Una voce nella notte, Bernard & Doris - Complici amici, Dedication, Niente velo per Jasira e molti altri.
Dal 2008 lavora per la serie televisiva True Blood, per la quale ha vinto un Eddie Awards per il miglior montaggio dell'episodio Uno strano incontro.

## Filmografia parziale

### Cinema
- Beloved, regia di Jonathan Demme (1998)
- Roger Dodger, regia di Dylan Kidd (2002)
- The Dying Gaul, regia di Craig Lucas (2005)
- Una voce nella notte (The Night Listener), regia di Patrick Stettner (2006)
- Niente velo per Jasira (Towelhead / Nothing is Private), regia di Alan Ball (2007)
- Dedication, regia di Justin Theroux (2007)
- Confess, Fletch, regia di Greg Mottola (2022)

### Televisione
- Bernard & Doris - Complici amici (Bernard and Doris), regia di Bob Balaban – film TV (2007)
- True Blood – serie TV, 5 episodi (2008-2009)
- Flesh and Bone – miniserie TV, 4 puntate (2015)
- Marco Polo – serie TV, episodi 2x02-2x04 (2016)
- Here and Now - Una famiglia americana (Here and Now) – serie TV, 4 episodi (2018)
- Tales of the City – miniserie TV, 4 puntate (2019)
- Warrior – serie TV, 11 episodi (2019-2023)
- See – serie TV, 4 episodi (2021)
- The Penguin, regia di Craig Zobel, Helen Shaver, Kevin Bray e Jennifer Getzinger – miniserie TV (2024)

## Premi

### American Cinema Editors
- Nel 2009 ha vinto, assieme a Michael Ruscio, un Eddie Awards per l'episodio Uno strano incontro